# Sotiris Kirgiakos
Sotiris Kirgiakos és un futbolista grec. Va començar com a futbolista al Thyella Megalochoriou.

## Trajectòria
- 1990-1996 Thyella Megalochoriou
- 1996-1999 Panathinaikos FC
- 1999-2001 Hàgios Nikolaos
- 2001-2005 Panathinaikos FC
- 2005-2006 Rangers FC
- 2006-2008 Eintracht Frankfurt